# Ozimica (biljni rod)
Ozimica (lat. Eranthis), rod ljekovitih trajnica iz porodice Ranunculaceae. Postoji devet vrsta koje rastu po Europi i Aziji. U Hrvatskoj je rod zastupljen od vrste rana ozimica (E. hyemalis).
Ime roda Eranthis potječe od grčkih riječi er (proljeće) i anthos (cvijet), 

## Vrste
1. Eranthis albiflora Franch.
2. Eranthis cilicica Schott & Kotschy
3. Eranthis hyemalis (L.) Salisb., mala ozimica
4. Eranthis iranica Rukšans & Zetterl.
5. Eranthis lobulata W.T.Wang
6. Eranthis longistipitata Regel
7. Eranthis pinnatifida Maxim.
8. Eranthis sibirica DC.
9. Eranthis stellata Maxim.

## Vanjske poveznice
|  | Zajednički poslužitelj ima još gradiva o temi Eranthis |
|  | Wikivrste imaju podatke o taksonu Eranthis             |